# إليك بيج
إليك بيج هو سباح كندي، ولد في 8 نوفمبر 1993 في Rural Municipality of Victoria ‏ في كندا.

## وصلات خارجية
- إليك بيج على موقع الاتحاد الدولي للسباحة (الإنجليزية)
- إليك بيج على موقع اللجنة الأولمبية الدولية (الإنجليزية)
- إليك بيج على موقع أوليمبيديا (الإنجليزية)
- إليك بيج على موقع اللجنة الأولمبية الكندية (الإنجليزية)